# Peter Carstens
Peter Carstens (ur. 13 września 1903 w Brunsbüttel, zm. w styczniu 1945 w Poznaniu) – niemiecki profesor genetyki i hodowli zwierząt, rektor Uniwersytetu Hohenheim (1935-1938), rektor (1941-1944) i prorektor (1944-1945) Uniwersytetu Rzeszy w Poznaniu, SS-Oberführer.

## Życiorys
Był członkiem NSDAP od 1930. Od 1934 profesor Uniwersytetu Hohenheim, w latach 1935-1938 rektor tej uczelni. W 1941 został rektorem Reichsuniversität Posen (Uniwersytet Rzeszy w Poznaniu) i pełnił tę funkcję do 1944, następnie (w ostatnim semestrze istnienia uczelni) był prorektorem. Zginął w czasie walk o Poznań w 1945.

## Wybrane publikacje
- Viehhaltung und Fütterung
- Neuzeitliche Tierzucht und ihre Beziehungen zu Praxis und Wissenschaft
- Erforschung des Aufbaues führender Herden des Höhenviehs in Württemberg
- Rassenvergleichende Untersuchungen am Hundeskelett
- Die männlichen Blutlinien der württembergischen Fleckviehzucht